# 프라터

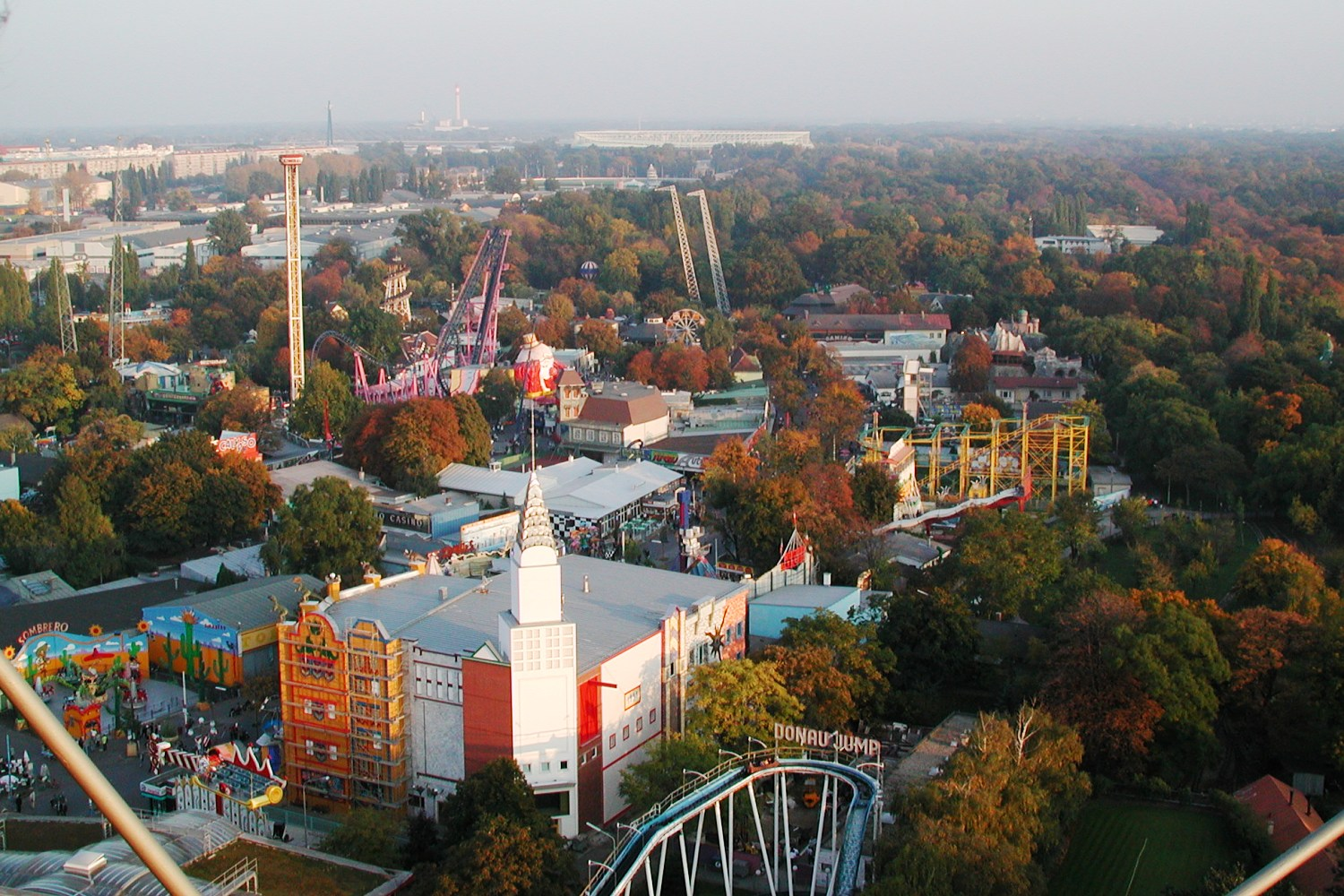
프라터

프라터(독일어: Wiener Prater)는 오스트리아 빈에 있는 공원이다.

## 개요
프라터는 시내 중심의 동쪽 옆에 위치한 레오폴트슈타트에 있으며, 넓이는 600만 평방 미터이다. 이 공원은 빈 중심부에 있는 공원 중 최대 규모이며, 레오폴트슈타트의 대부분의 면적을 차지하는 정도이다. 프라터라는 이름의 유래에는 여러 가지 설이 있지만, 라틴어로 초원을 뜻하는 단어 pratum에서 온 것이라는 설이 가장 널리 퍼져있다.
공원 중앙부를 하우프탈리 (Hauptallee)라는 직선 도로가 북서에서 남동 방향으로 4.5 km에 걸쳐 뻗어 있다. 이 도로는 자동차의 운행이 금지되어 있기 때문에 조깅이나 사이클링을 즐기는 사람들이 많다. 매년 봄에 열리는 빈 마라톤은 코스의 일부로 사용된다.

## 부르스텔프라터
프라터의 북서쪽에는 놀이공원 부르스텔프라터가 있다. 현지에서는 단순히 프라터라고 말할 때 이 놀이공원을 가리키는 경우도 있다.